# Kloster Le Pin
Das Kloster Le Pin (lat. Sancta Maria de Pinu) ist eine ehemalige Zisterzienserabtei in der Gemeinde Béruges im Département Vienne, Region Nouvelle-Aquitaine, in Frankreich. Das Kloster liegt rund 16 km westlich von Poitiers.

## Geschichte
Das Kloster wurde von Géraud de Salles im Jahr 1120 im Tal der Boivre als Benediktinerkloster gegründet. Es schloss sich bereits 1141 in der Filiation der Primarabtei Pontigny dem Zisterzienserorden an (nach anderen Angaben erst 1162 wie die Mehrzahl der von Géraud de Salles begründeten Klöster). Um 1180 finanzierte der Abt Pierre Million den Ausbau des Klosters, das in der Folge verschiedene Monopole erhielt. Im 13. Jahrhundert wurde den Bewohnern von Berouges der Mühlenzwang bei der Klostermühle auferlegt. Im Hundertjährigen Krieg erlitt es Schäden und 1569 wurde es niedergebrannt, aber 1649 (oder 1646) fast vollständig neu gebaut. Im 16. Jahrhundert war Jean de Médicis, der spätere Papst Leo X., Kommendatarabt. In der Französischen Revolution wurde es 1791 aufgelöst. Seit 1942 steht die Anlage, in der heute eine Ferienkolonie betrieben wird, im Eigentum der Pfarrei Sainte-Geneviève in Asnières-sur-Seine.

## Bauten und Anlage
Von der um 1200 errichteten Kirche mit spitzbogigem Portal ist das dreijochige Schiff in ruinösem Zustand erhalten (das nach einem Gewölbeeinsturz nach dem Durchbruch des großen Westfensters im 14. Jahrhundert im 17. Jahrhundert als Holztonne errichtete Dach ist 1952 eingestürzt). Querhaus und Chor sind im 17. Jahrhundert abgegangen. Auch die Vorhalle ist nicht mehr vorhanden. Die teilweise erhaltene Klausur liegt nördlich von der Kirche. Die Anlage besitzt noch große Gewölbekeller.